# Bea (Teruel)
Pour les articles homonymes, voir Bea.
Bea est une commune d’Espagne, dans la Comarque du Jiloca, province de Teruel, communauté autonome d'Aragon.